# نایپورت ۱۴

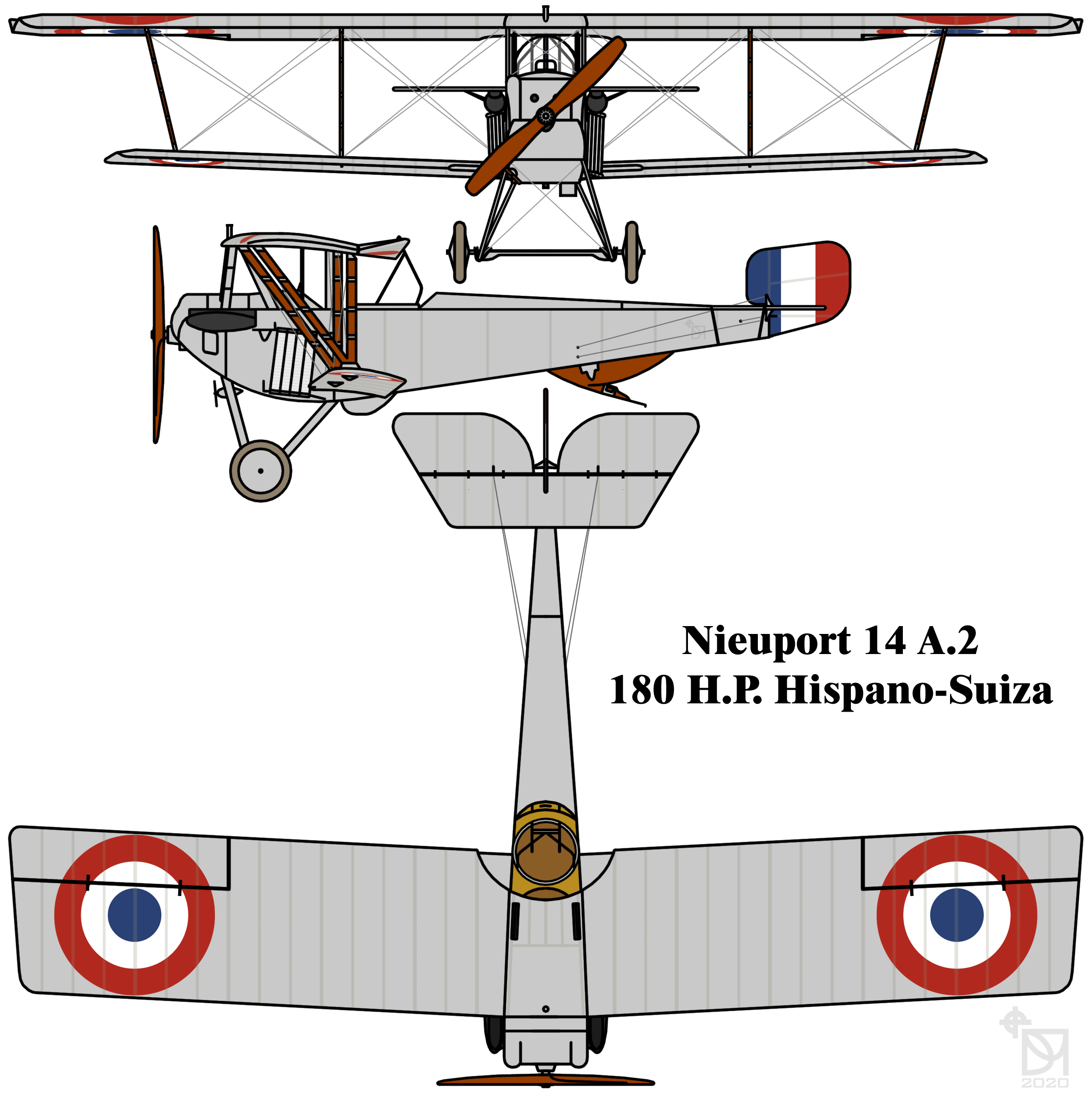

نایپورت ۱۴ (به انگلیسی: Nieuport_14) یک هواگرد ملخ‌پیشین تک‌موتوره از نوع شناسایی ساخت شرکت Nieuport است. هواگرد نایپورت ۱۴ نخستین پروازش را در سپتامبر ۱۹۱۵ میلادی انجام داد. این هواگرد در سال ۱۹۱۶ میلادی رسماً معرفی گردید. در مجموع، تعداد ۱۰۰ فروند از این هواگرد ساخته شده‌است.